# Stefan Kawyn
Stefan Kawyn (ur. 28 marca 1904 we Lwowie, zm. 29 września 1968 w Łodzi) – historyk literatury polskiej. W latach 1945–1950 wykładowca na KUL-u, od 1954 profesor Uniwersytetu Łódzkiego. Córka Zofia Kurzowa, językoznawczyni, profesor UJ.
Został pochowany na cmentarzu Rakowickim w Krakowie (kwatera: LXX, rząd: 8, miejsce: 13).

## Wybrane publikacje
- Ideologia stronnictw politycznych w Polsce wobec Mickiewicza 1890-1898, (1937)
- Mickiewicz w oczach współczesnych, (1967)
- Cyganeria warszawska, (1967)